# Соловьёва, Елена Евгеньевна
Еле́на Евге́ньевна Соловьёва (род. 22 февраля 1958, Ленинград) — советская и российская актриса театра и кино. Жена актёра Анатолия Петрова. Заслуженная артистка России (2000).

## Биография
Родилась 22 февраля 1958 года в Ленинграде (ныне Санкт-Петербург).
В 1975 году поступила на знаменитый курс Ленинградского государственного института театра, музыки и кинематографии, который потом прозвали курс «Братьев и сестёр». Преподавателями были Аркадий Кацман и Лев Додин. Окончила институт с красным дипломом.
С 1979 года играет в Молодёжном театре на Фонтанке. В 1998 году провела ускоренный актёрский курс в международном университете во Франкфурте-на-Одере.
Много лет является ведущей церемонии вручения премии имени В. И. Стржельчика в Союзе театральных деятелей Санкт-Петербурга.
Приняла участие в премьера фильма Седрика Клокиша «Красотки», которая состоялась в Париже летом 2005 года.

## Творчество

### Работы в театре
- «Сто братьев Бестужевых» — девочка с монеткой
- «Сотников» — Бася Меер
- «Диалоги» — дочь
- «Отпуск по ранению» — Юлька, позднее на роль Тани
- «Если иначе нельзя» — проститутка Пиф-Паф
- «Четыре песни в непогоду» — Офелия
- «Беда» — Зала
- «И дольше века длится день» — Айзада
- «Джамлух-сын оленя» — Тунда
- «Ах Невский, всемогущий Невский» — Лиз
- «Сирано де’Бержераке» — камеристка Роксана
- «Крыша» — Светка
- «Эксперимент» — девушка
- «Иван-Царевич» — жар-птица
- «Смерть Ван Халена» — Джоанна
- «Мещанин во дворянстве» — танцовщица
- «Гроза» — Феклушка
- «Своя семья, или замужняя невеста» — Звонкина
- «Танго» — Бабушка
- «Маркиза де Сад» — баронесса де’Симиан
- «Священные чудовища» — французская артистка Шарлотта
- «Синие розы» — Аманда Уингфилд
- «Касатка» — Анна Аполлосовна

### Фильмография
- 1979 — Впервые замужем — Алёна
- 1980 — Ты должен жить — эпизод
- 1980 — Сказка за сказкой (фильм-спектакль) — царевна
- 1981 — Сильва — эпизод
- 1981 — Это было за Нарвской заставой — Катя
- 1983 — Требуются мужчины — Родченко
- 1984 — Счастье на колесах (короткометражный) — кассир в сберкассе
- 1985 — Омут (фильм-спектакль) — Вера Назаренко
- 1989 — Возвращение со звёзд —
- 1990 — Новая Шахерезада — гостья
- 1991 — Шаги императора — эпизод
- 1991 — Крепкий мужик — Верка
- 1999—2000 — Убойная сила — коресспондентка
- 2001 — Ключи от смерти — эпизод
- 2004 — Улицы разбитых фонарей 6 — Анна
- 2005 — Бандитский Петербург 7 — мать стюардессы Жени
- 2005 — Красотки — мать Наташи
- 2005 — Морские дьяволы — заложница
- 2005 — Опера. Хроники убойного отдела 2 — сотрудница университета
- 2005 — Тайны следствия 5 — жена администратора гостиницы
- 2006 — Жаворонок (фильм-спектакль) — мать
- 2006 — Ментовские войны 3 — эпизод
- 2006 — Старые дела — Валентина Ивановна, мать Саши
- 2009 — Когда растаял снег — Ксения Андреевна Арсеньева
- 2010 — Тульский-Токарев — эпизод
- 2011 — Дорогой мой человек — врач в госпитале

## Озвучивание
- 2000 — Приключения в Изумрудном городе — генеральша Джинджер (3 и 4 эпизоды: «Козни старой Момби» и «Принцесса Озма»)
- 2003 — Карлик Нос — Фрида Блюм / фрейлины
- 2006 — наст. время — Лунтик и его друзья — Пиявка

## Признание и награды
- Лауреат премии Союза театральных деятелей (1992)
- Заслуженный артист Российской Федерации (25 сентября 2000)